# Zenillia ruralis
Zenillia ruralis là một loài ruồi trong họ Tachinidae.